# Lia Krol
Lia Krol (* 1956 in Heeswijk-Dinther) ist eine niederländische Bildhauerin, Malerin und Zeichnerin.

## Leben und Werk
Lia Krol wurde 1956 in der Provinz Noord-Brabant geboren. Sie studierte an der Koninklijke Academie voor Kunst en Vormgeving in ’s-Hertogenbosch. Sie lebt seit 1986 mit ihrem Mann, dem Künstler Jaap Paasman in Erichem in der Grafschaft Buren. Das Paar hat einen Sohn und eine Tochter.
Lia Krol fertigt figurative Skulpturen aus Bronze, bei denen der Mensch im Mittelpunkt steht. Zu ihren Werken gehören allegorische Skulpturen, wie die Waisenkinder in Buren, vietnamesische Bootsflüchtlinge oder der Student in Gemert, für die ihr Sohn Modell stand. Andererseits fertigt sie auch reale Personen in Bronze. Im Mai 2018 wurde ihre lebensgroße Skulpturengruppe der Popgruppe Normaal in Hummelo enthüllt. Daneben schuf sie zahlreiche Porträtbüsten, darunter mehrere Fußballspieler. Eine Skulpturengruppe, zu der sie beitrug, steht im Hauptsitz des Koninklijke Nederlandse Voetbal Bond (KNVB) in Zeist. Viele ihrer Werke befinden sich im öffentlichen Raum. Mit der bereits 2014 vor dem Stadion des FC Groningen aufgestellten Skulptur von Tonny van Leeuwen gewann sie 2024 den Kunst op Straatprijs der Gemeinde Groningen.

## Werke (Auswahl)
- 2003: Königliche Familie: Wilhelm von Oranien, Anna von Egmond mit Philipp und Maria. Statuengruppe, Lambertuskerk, Buren (mit Caroline van 't Hoff-Horchner)
- 2005: Peter J. Sterkenburg. Gedenktafel, Zurich
- 2008: De Student. Statue, Gemert
- 2010: Max Douwes. Büste, Klijndijk, Borger-Odoorn
- 2012: Eustáquio van Lieshout. Sint-Janskathedraal, Torenstraat 16, ’s-Hertogenbosch
- 2013: Twee weeskinderen. Skulpturengruppe von zwei Waisenkindern für das Königliche Waisenhaus, Buren
- 2013: Peter Tazelaar. Skulptur, Hindeloopen
- 2013: TRIS-Monument. Zeelandiaweg, Paramaribo, Suriname (mit Jaap Paasman)
- 2014: Tonny van Leeuwen. Skulptur, Stadion des FC Groningen Euroborg, Groningen
- 2015: Aletta Jacobs. Büste, Friedenspalast, Den Haag
- 2016: Hans Heyting. Büste, Borger-Odoorn
- 2017: Dennis Bergkamp. Skulptur, KNVB Sport Campus, Zeist[2]
- 2018: Fernando Ricksen. Standbild, Fortuna-Sittard-Stadion, Milaanstraat 120, Sittard
- 2018: Kruuzemuntje. Statue zur Erinnerung an Jacob Jan Cremer, Driel, Overbetuwe
- 2018: Normaal. Skulpturengruppe, Hummelo, Bronckhorst
- 2021: Sarina Wiegman. Statue, KNVB Sport Campus, Zeist[5]
- 2022: Anneke Grönloh. Büste, Koninklijke Schouwburg, Den Haag
- 2023: Jongen met de zaklamp. Dach des Srandtheaters, Ouddorp
- Adriaan van Well. Büste
- Frederik Martinus Loep. Büste, Hengelo

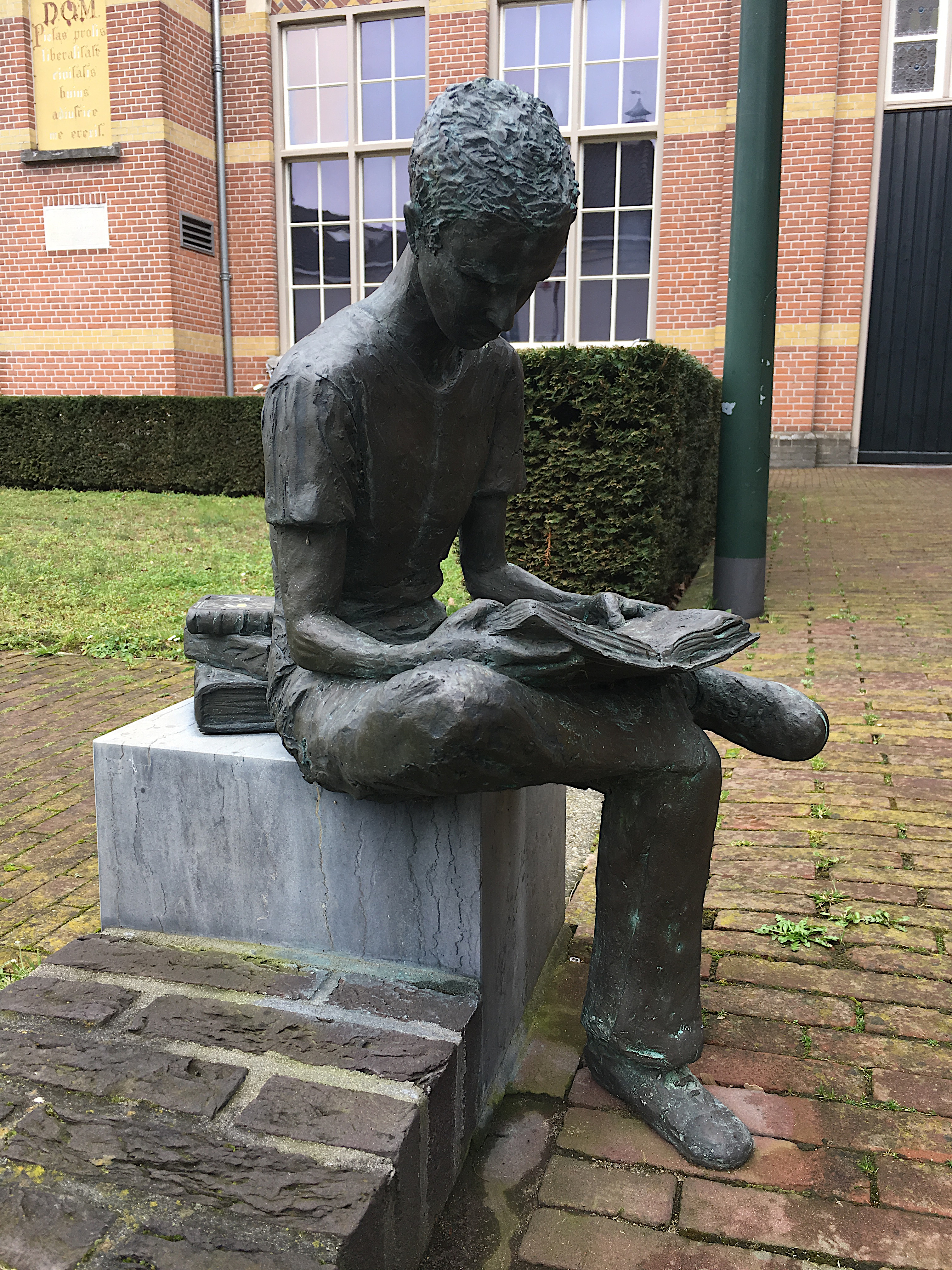
De Student
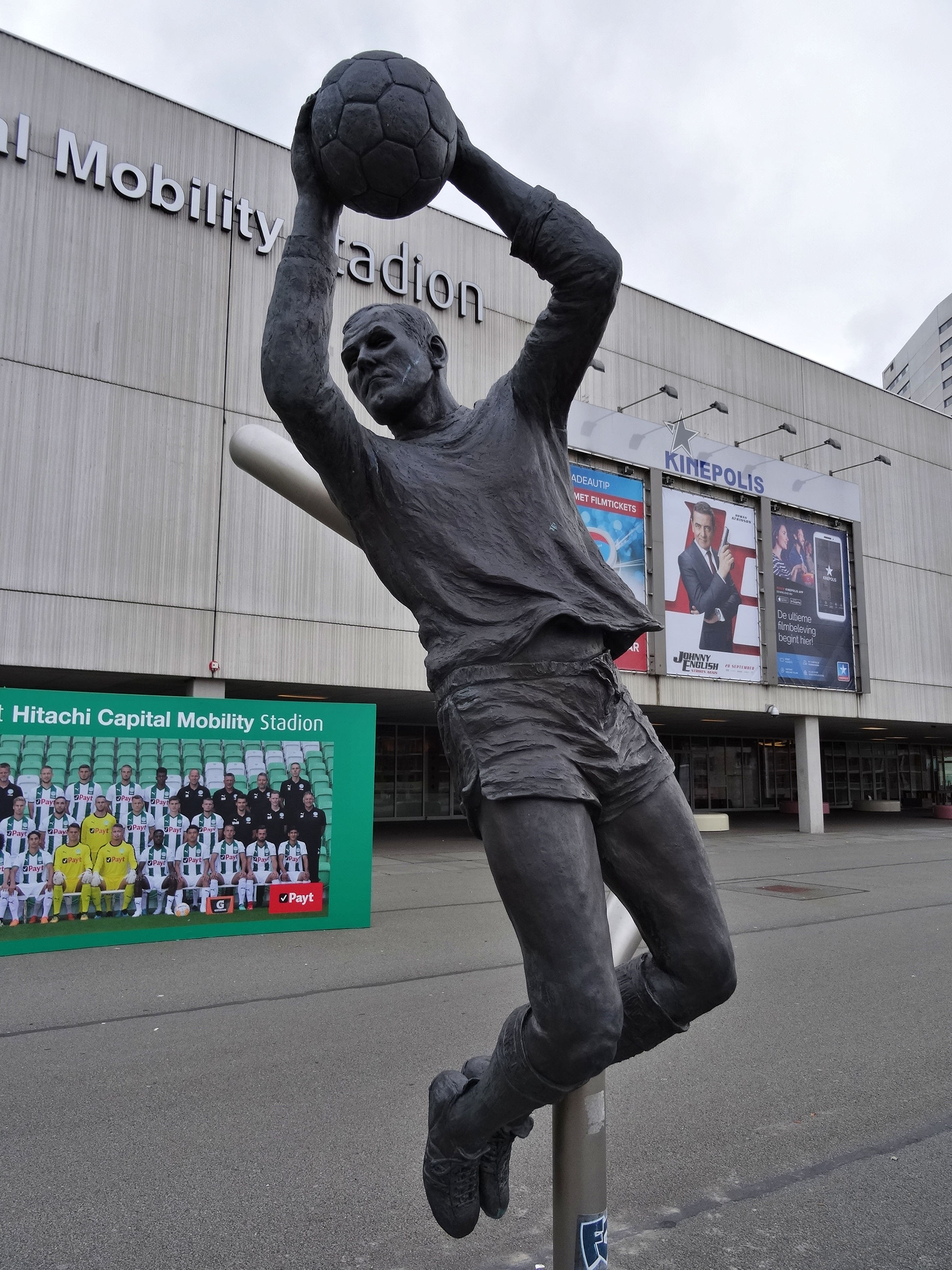
Tonny van Leeuwen
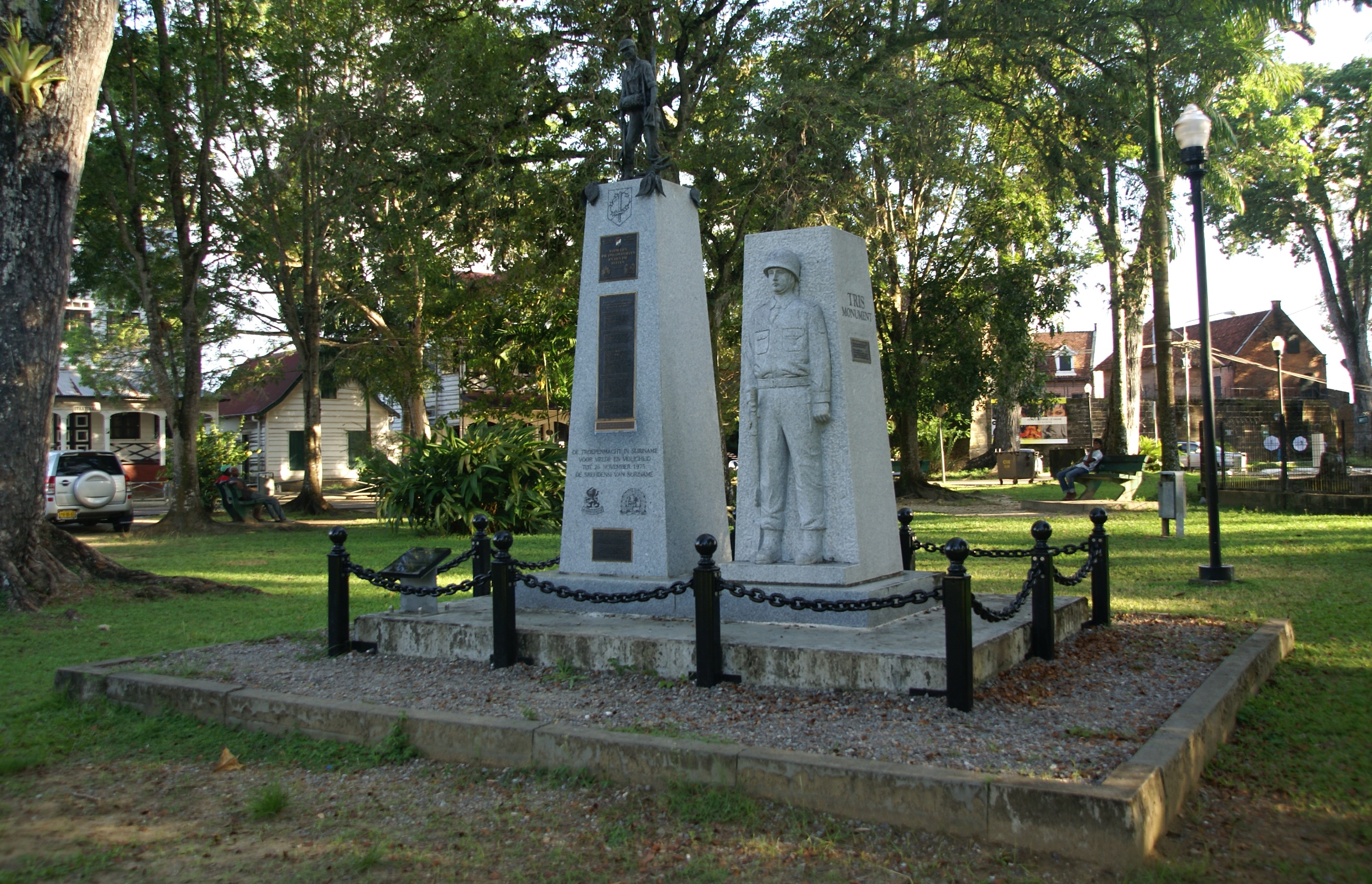
TRIS-Monument
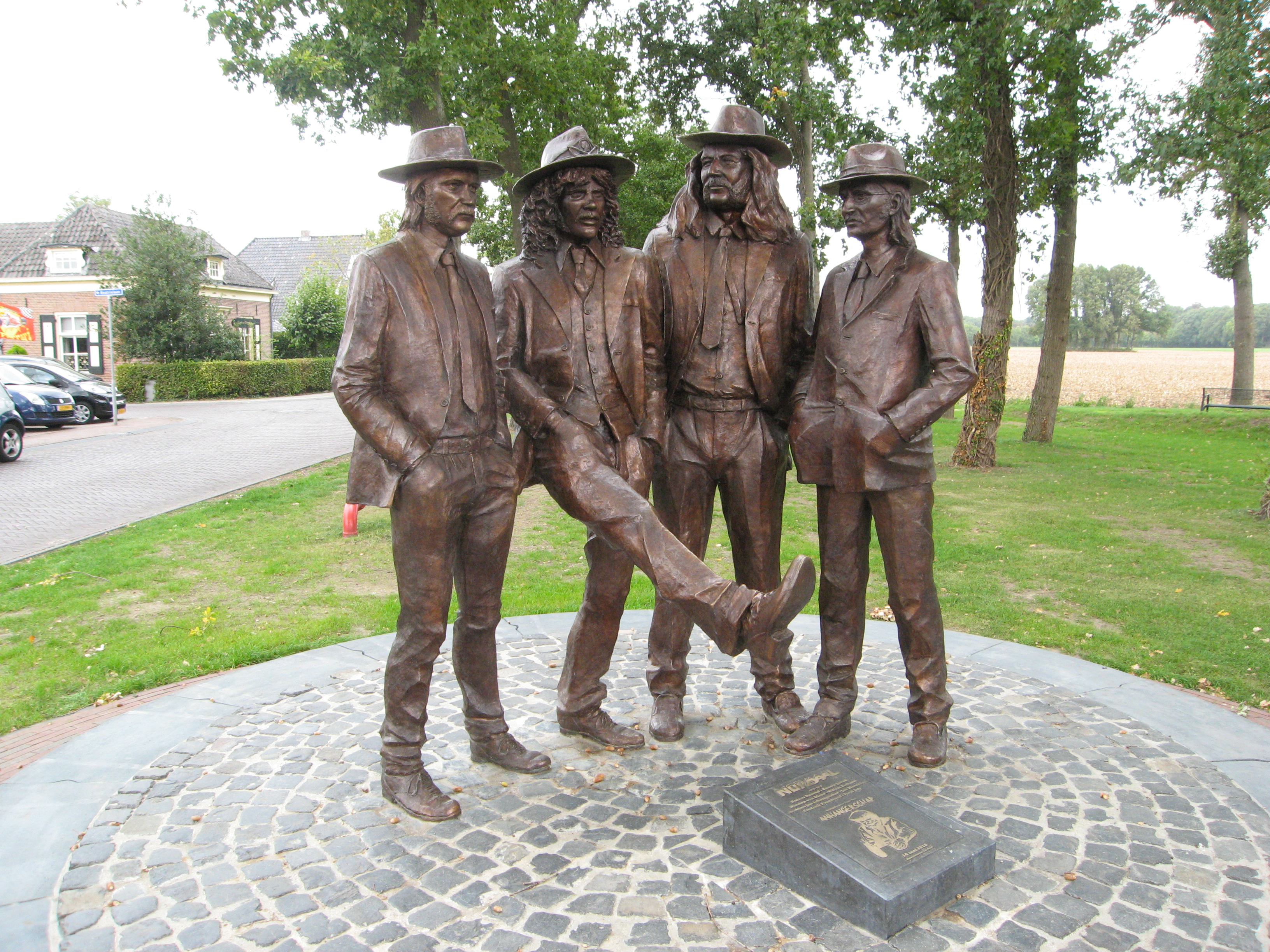
Normaal
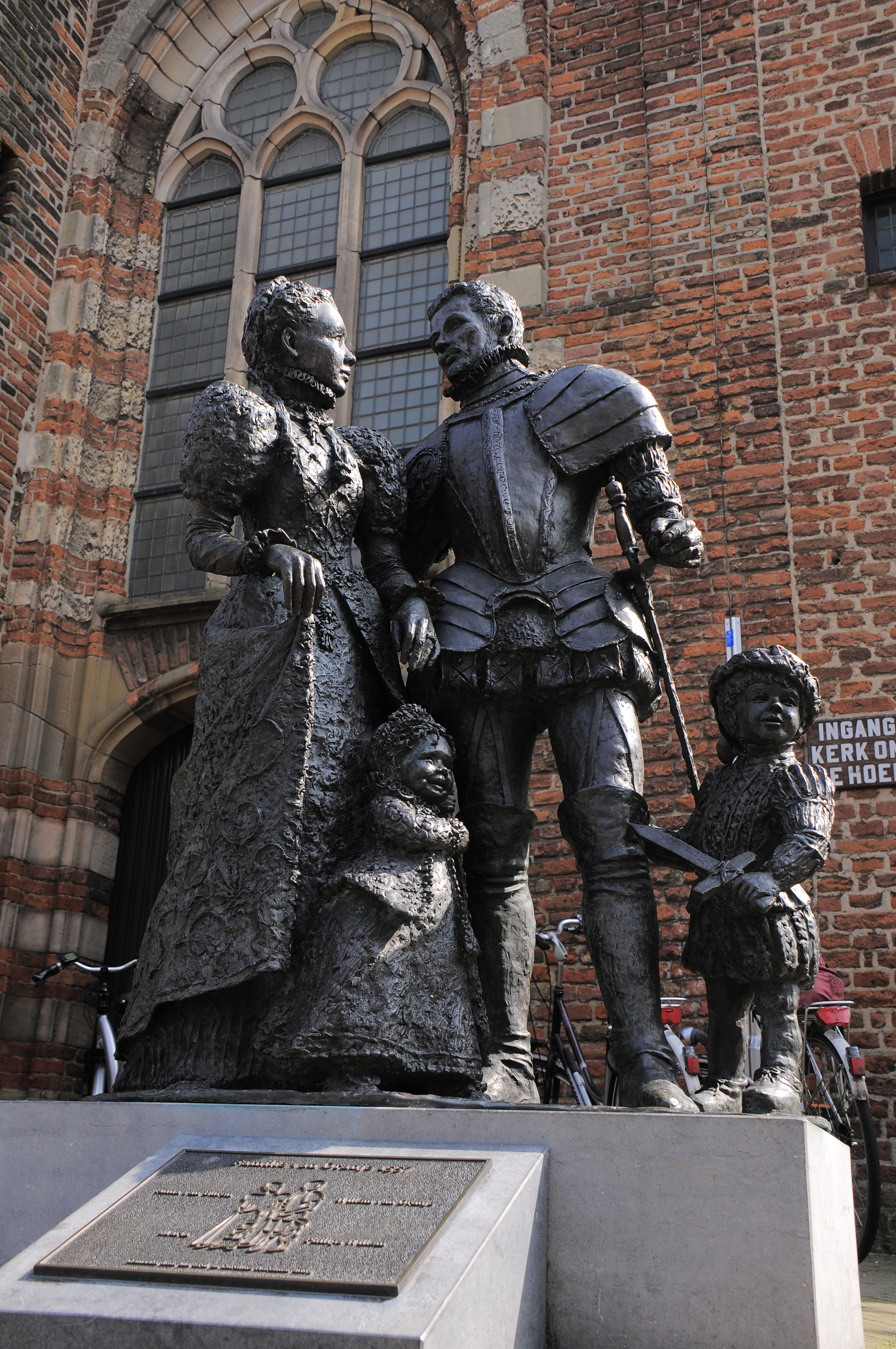
Königliche Familie
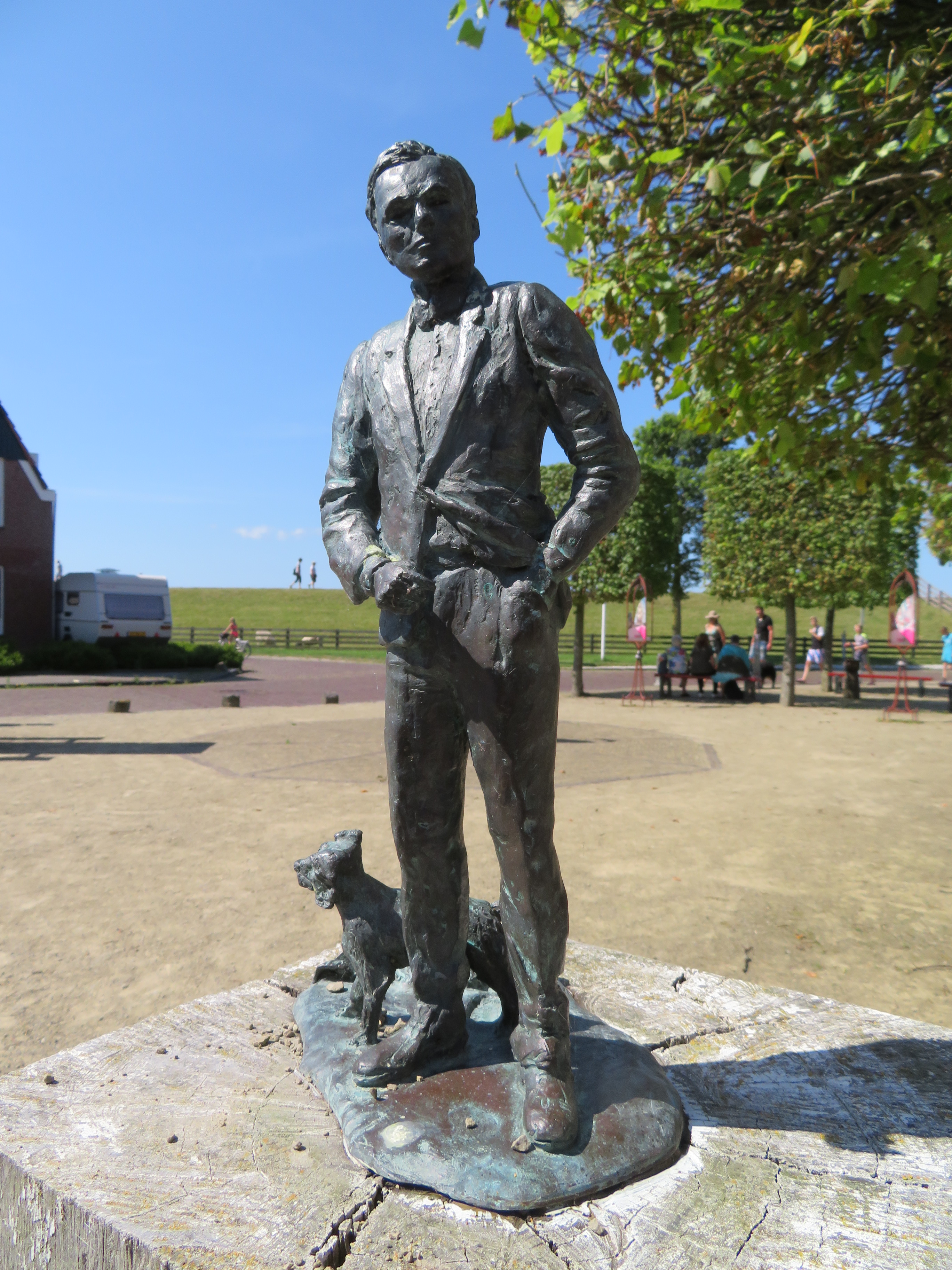
Peter Tazelaar
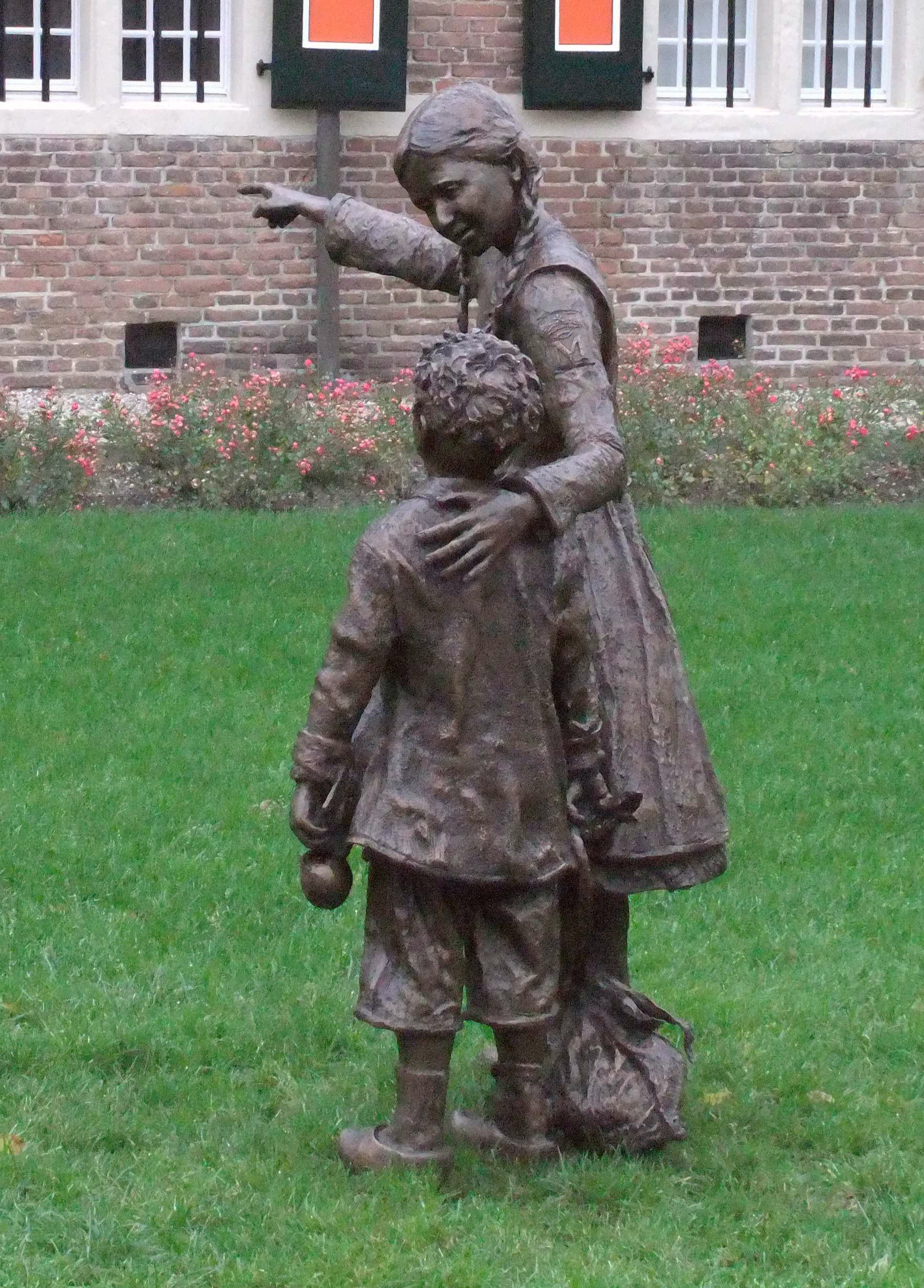
Wezen
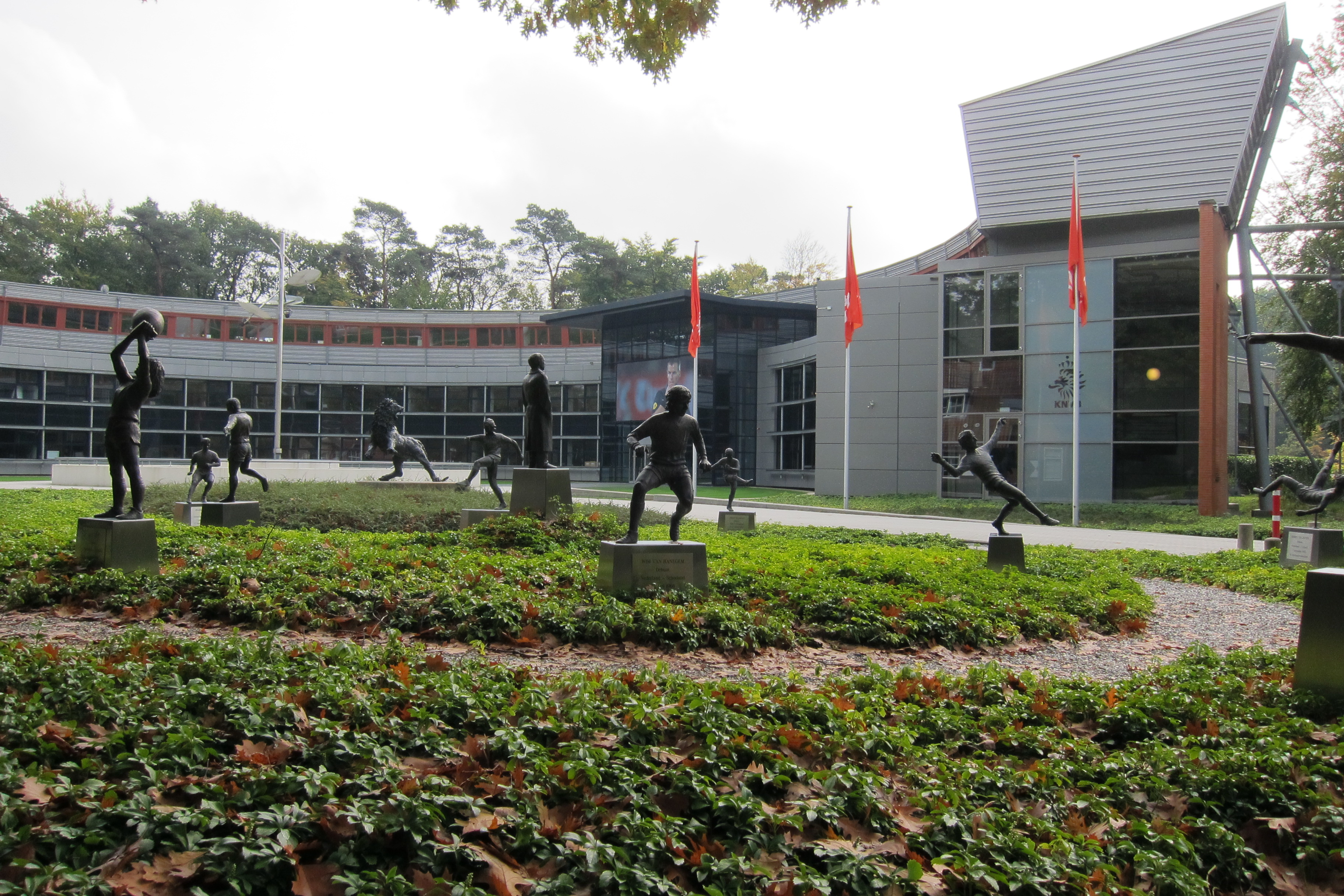
KNVB Sport Campus
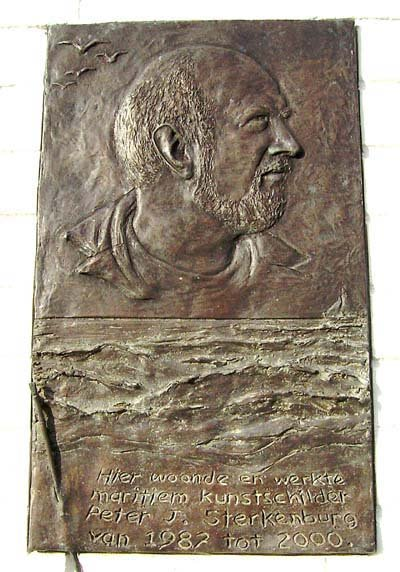
Peter J. Sterkenburg
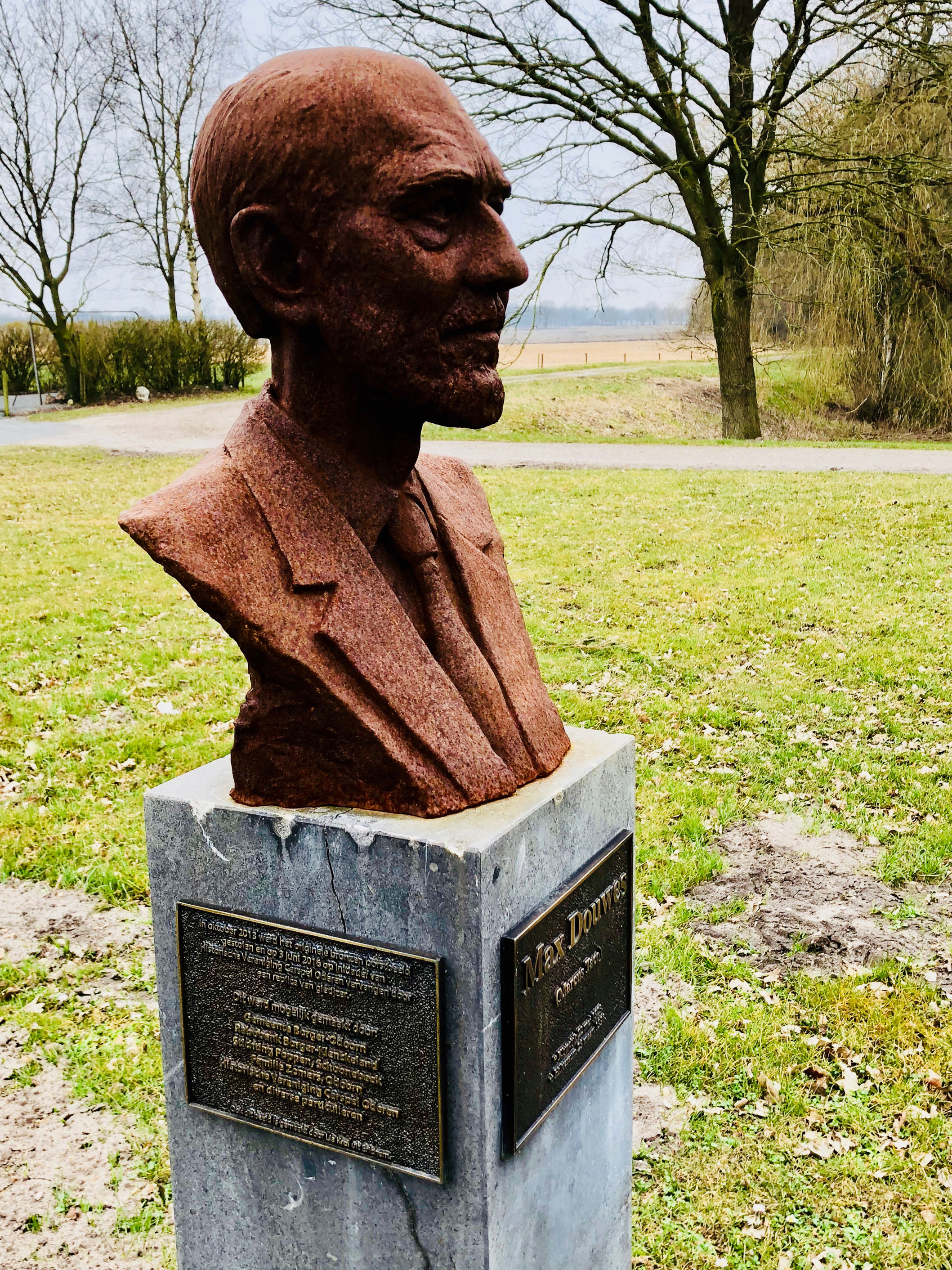
Max Douwes
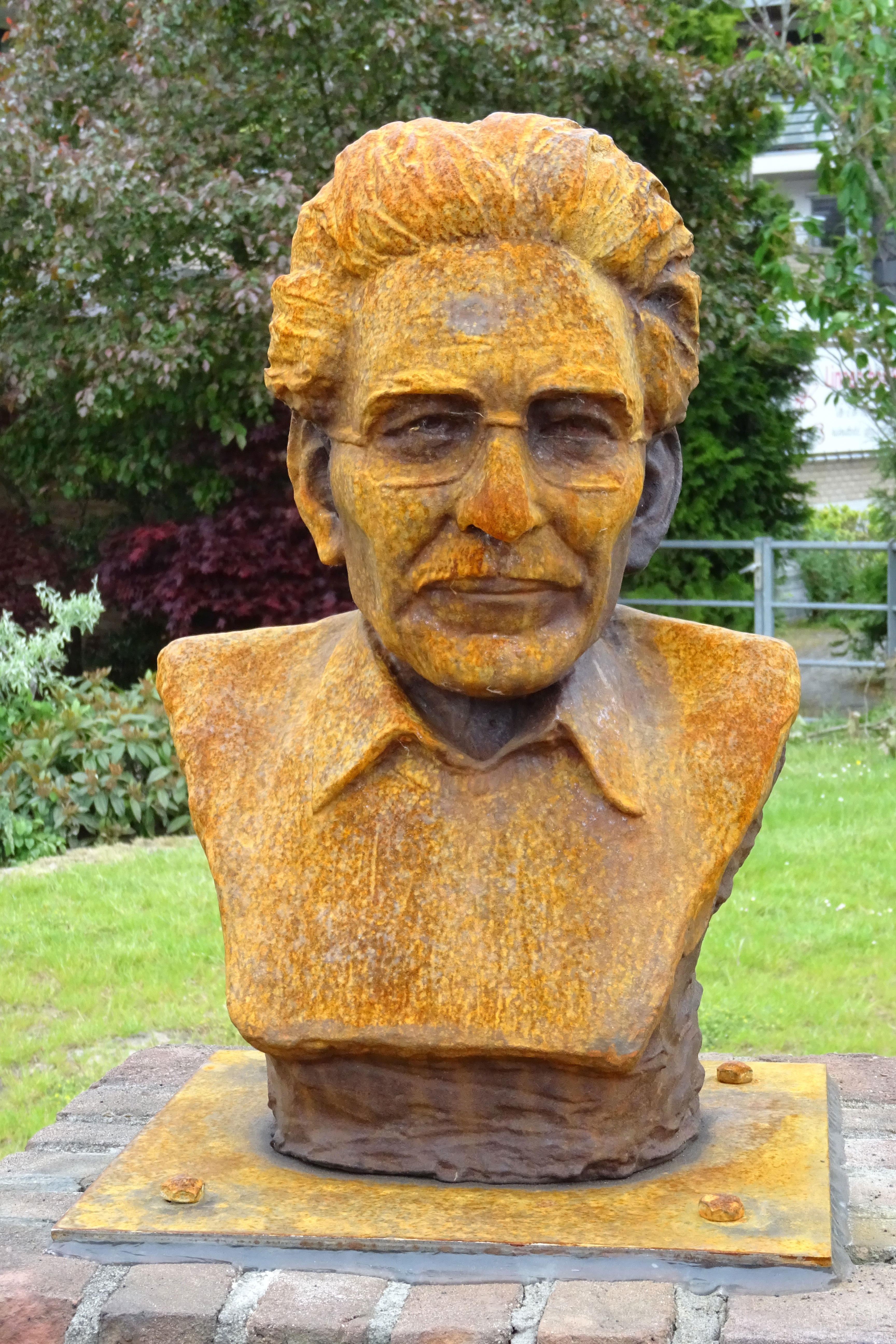
Hans Heyting
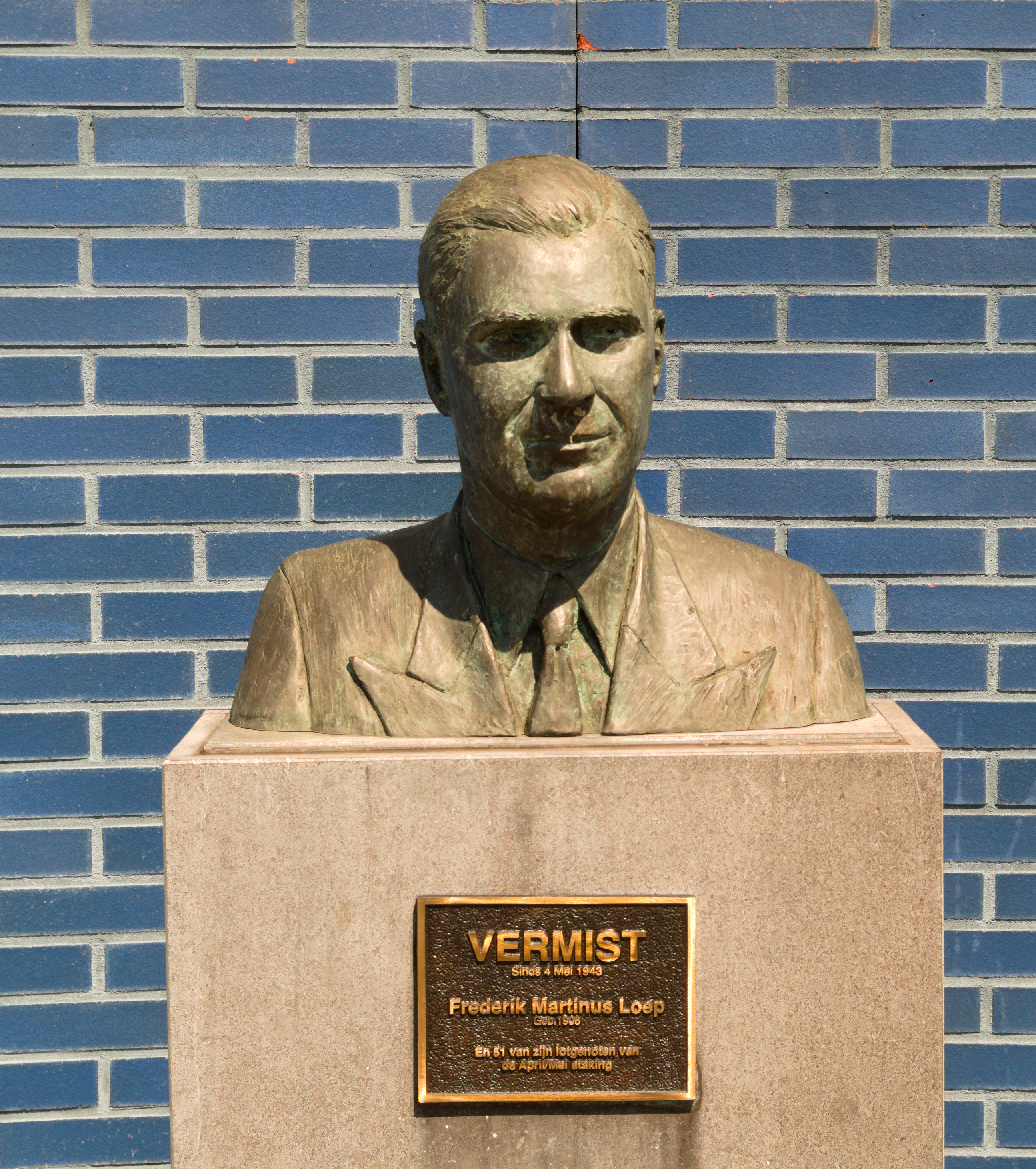
Frederik Martinus Loep
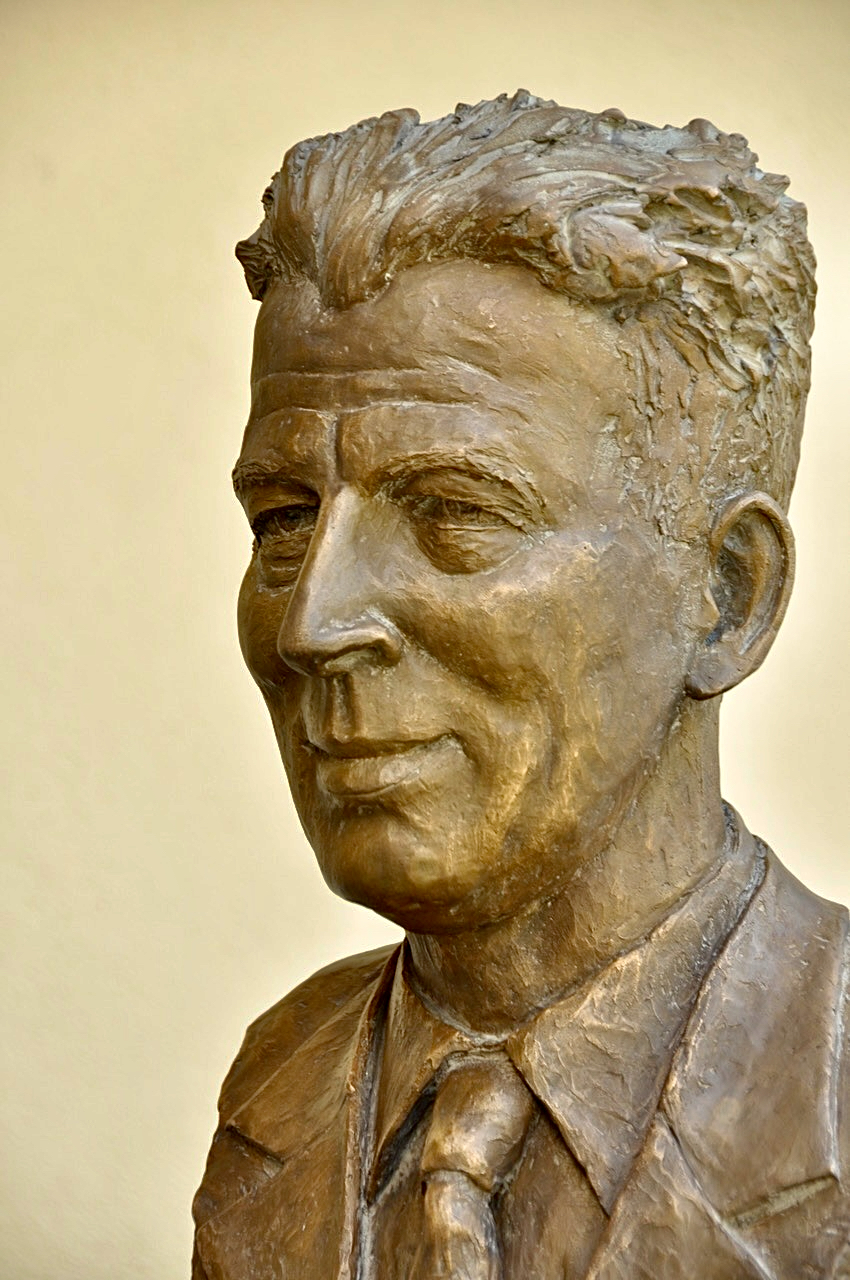
Adriaan van Well